# Sofia de Grècia
|  | Per a altres significats, vegeu «Sofia de Grècia (desambiguació)». |

Sofia de Grècia i Dinamarca (Psikhikó, Atenes, 2 de novembre de 1938), casada amb Joan Carles I d'Espanya, va ser la consort del rei d'Espanya de 1975 fins al 2014, moment en què el seu marit abdicà la Corona espanyola, tot i que actualment manté la denominació de reina. És la filla primogènita del rei Pau I de Grècia i de la princesa Frederica de Hannover, duquessa de Brunswick-Lüneburg.

## Biografia
És la primera filla dels que pocs anys més tard serien els reis Pau I i Frederica de Grècia. Va néixer el 2 de novembre de 1938 i el seu naixement va implicar un dia de festa nacional i una amnistia general al seu país natal.
Durant la seva infància va haver d'abandonar Grècia fins al 1946 juntament amb tota la seva família que es va instal·lar a Egipte i Sud-àfrica a causa de la invasió alemanya durant la Segona Guerra Mundial. Durant la seva joventut va estudiar puericultura, música i arqueologia, va treballar d'infermera i va formar part com a suplent de la selecció grega de vela durant els Jocs Olímpics de 1960, celebrats a Roma. També va estudiar a Alemanya que era l'únic país que oferia la possibilitat d'aconseguir el batxillerat internacional.
L'any 1961, durant la boda dels ducs de Kent, va conèixer Joan Carles de Borbó, fill del comte de Barcelona, legítim hereu de la Corona espanyola. Un any més tard, el 14 de maig de 1962, es va casar amb Joan Carles a Atenes. Es van celebrar tres cerimònies: civil, catòlica i ortodoxa.
Amb Joan Carles de Borbó va tenir tres fills:
- Helena de Borbó i Grècia, infanta d'Espanya i duquessa de Lugo; nascuda el 20 de desembre de 1963.
- Cristina de Borbó i Grècia, infanta d'Espanya; nascuda el 13 de juny de 1965.
- Felip VI, rei d'Espanya; nascut el 30 de gener de 1968.

El 19 de juny de 1969, el dictador Francisco Franco va designar Joan Carles de Borbó com el seu successor a títol de rei. Des de llavors fins al moment de la seva ascensió Joan Carles i Sofia van ostentar la dignitat de prínceps d'Espanya.
Després de la mort de Franco, va esdevenir la consort del rei d'Espanya en ser proclamat el seu marit com a Joan Carles I el 22 de novembre de 1975. Des de llavors gaudeix de la denominació de reina.
Va ser promotora de la Fundació Reina Sofia, creada el 1977 i de la qual és presidenta executiva, que desenvolupa iniciatives en matèria d'immigració, educació, acció social i medi ambient.
És coneguda la seva afició per la música i tots els àmbits artístics. És acadèmica d'honor de la Reial Acadèmia de Belles Arts de San Fernando i de la Reial Acadèmia d'Història. Ha estat investida doctora honoris causa per les Universitats de El Rosario (Bogotá), Valladolid, Cambridge, Oxford, Georgetown, Évora, St. Mary’s University (Texas), Nova York i Seisen (Tokio).
Algunes institucions culturals espanyoles duen el seu nom, com l'Escola de Música Reina Sofia a Madrid, el Museu Nacional Centre d'Art Reina Sofia també a la capital espanyola, el Palau de les Arts Reina Sofia de València o tres hospitals a Tudela, Còrdova i Múrcia.
El 19 de juny de 2014, Joan Carles I va abdicar de la Corona, moment en què va perdre la condició de consort del rei d'Espanya, però continua mantenint la denominació de reina.